# Hasadásgátló szövet

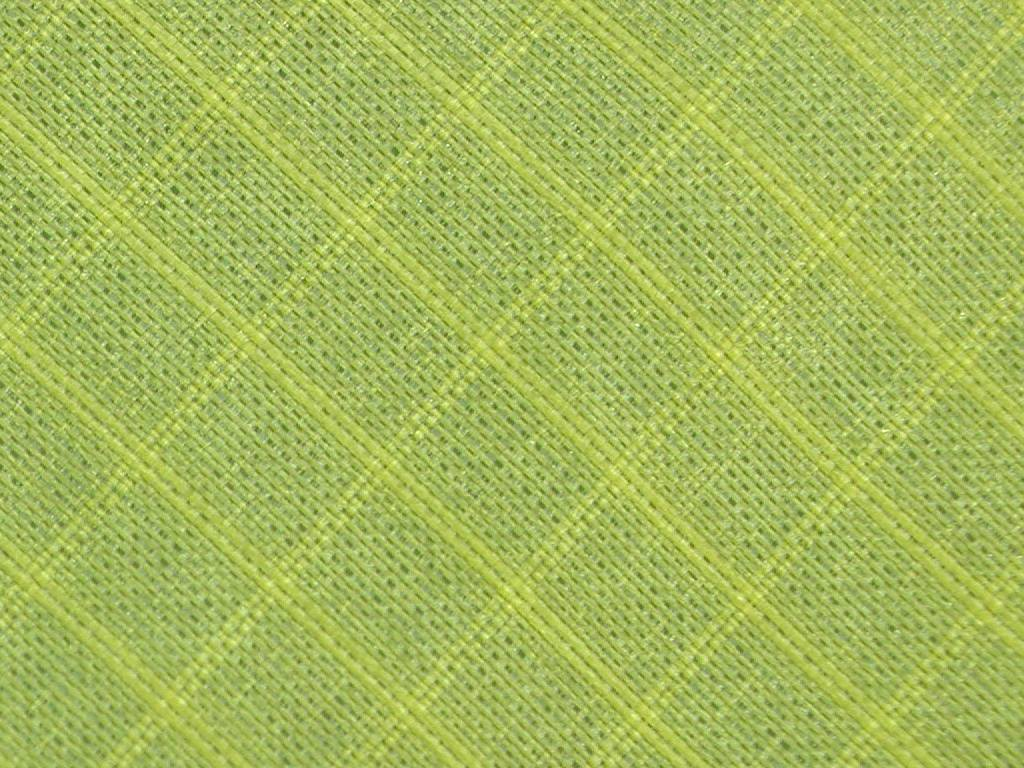
Hasadásgátló szövet, siklóernyő anyaga

A hasadásgátló (idegen szóval: ripstop) szövet megerősített szövésű szövettípus, amelynek fő tulajdonsága, hogy az esetleg megindult szakadást vagy repedést nem engedi továbbterjedni, azaz – szaknyelven – igen nagy a továbbszakító szilárdsága. Ennek érdekében 5–8 milliméterenként különlegesen erős lánc- és vetülékfonalakat tartalmaz, vagy ezek helyett, hasonló távolságokban több lánc- ill. vetülékfonal köt azonos módon. Ennek következtében a szövet enyhe négyzethálós mintázatot mutat.

## Nyersanyaga
Hasadásgátló szövetet sok területen alkalmaznak és ennek megfelelően ezeket különböző anyagokból és különböző területi sűrűségekben gyártják. Kezdetben – a második világháború idején – poliamid 6.6 (Nylon) fonalból készült és elsősorban ejtőernyők szövetét alkotta (innen származik a ma is gyakran használt „Ripstop nylon” elnevezés), de ma már más szálasanyagokat is használnak erre a célra (pamutot, selymet, poliésztert, polipropilént, aramidot stb.). Az erősítő fonalak azonban általában ma is nagy (7–9 cN/dtex) szilárdságú poliamidfonalak. (Összehasonlításul: a „közönséges” nylonfonal finomságra vonatkoztatott szakítóereje 5–6 cN/dtex.)
Katapultáláshoz használt ejtőernyők esetében a hasadásgátló szövet nagy nyúlású, rugalmas fonalat is tartalmaz. Ennek az az előnye, hogy a nagy sebességű zuhanásnál a légnyomás hatására jobban szétterül és így fékezi a zuhanást, de amikor a sebessége már csökken, visszanyeri eredeti alakját, mint egy „közönséges” ejtőernyő.

## Alkalmazási területek
Hasadásgátló szöveteket olyan helyeken alkalmaznak, ahol elsősorban ezt a jellegzetes tulajdonságát kell kihasználni. Legfontosabb alkalmazási területeik:
- ejtőernyők, siklóernyők
- ponyvák
- sátorszövetek
- hőlégballonok
- sárkányrepülők
- vitorlák
- táskák, bőröndök
- hátizsákok
- hálózsákok
- védőruhák
- fegyveres testületek egyenruhái
- sportruházat
- zászlók
- Űrruhák

Vannak területek, ahol könnyű, de nagyon erős hasadásgátló szövetekre van szükség (pl. ejtőernyők, siklóernyők, ruházati termékek stb.), másutt inkább a nehezebb kivitelek kívánatosak (pl. ponyvák, táskák, kommandósok védőruhái stb.). Egyes alkalmazásoknál szükség van a fokozott lángállóságra, ilyenkor a szövetet para-aramid szálból (pl. Kevlar, Twaron stb.) készítik. Ragasztós hátoldalú hasadásgátló szövetet is készítenek az ilyen anyagból készült tárgyak gyors javításához.

## Forrás
- What is Ripstop Fabric? (angol nyelven)